# ヴィリニュス・ゲットー
ヴィリニュス・ゲットー（ドイツ語: Ghetto Vilnius、リトアニア語: Vilniaus getas）は、第二次世界大戦中にナチス・ドイツがリトアニアのヴィリニュス（1939年まではポーランド領ヴィルノ）に設置したゲットー（ユダヤ人隔離居住区）である。

## 歴史

### 前史
ヴィリニュスは14世紀以来、リトアニア大公国の首都だった。ユダヤ人は16世紀からこの町に住むようになった。ヴィリニュスは、18世紀末以降にはハラーハー（ユダヤ教の法規）の世界的センターとなり、「リトアニアのイェルサレム」または「北のイェルサレム」と呼ばれるようになっていた。第一次世界大戦後、リトアニア、ポーランド、赤軍などがヴィリニュスの領土を争い、結果ポーランド領となる（ポーランド語の名称はヴィルノ）。第二次世界大戦が開戦した1939年9月の時点でヴィルノのユダヤ人人口は5万7000人で、総人口の4分の1を占めていた。
1939年9月1日にドイツがポーランド西部に侵攻、9月17日にソ連がポーランド東部に侵攻すると、ヴィルノは9月22日にソ連により占領された。その後、10月10日にソ連＝リトアニア相互援助条約が結ばれる。これにより、赤軍がリトアニアに駐留する代わりにヴィリニュス地方がリトアニアに編入されることとなった。ヴィリニュスがリトアニア領となったことで、ドイツおよびソ連占領下のポーランドからユダヤ人難民が流入し、その結果、ヴィリニュスのユダヤ人人口は12万人から15万人に急増した。

### ドイツ軍占領
1941年6月、独ソ戦の開始によりヴィリニュスはドイツ軍によって占領された。ドイツ軍占領後、ヴィリニュスのユダヤ人はただちに他のドイツ占領地同様の制限が課せられた。すなわちダヴィデの星の着用、移動制限、購入制限、夜間外出禁止などである。またユダヤ人評議会の創設もすぐさま命じられた。シャウル・トゥロツキがヴィリニュスの評議会議長に就任した（1941年9月にアナトール・フリードが議長に就任、続いて1942年7月にヤーコブ・ゲンスが議長に就任）。
リトアニアでは アインザッツグルッペンと反ユダヤ主義的なリトアニア人補助兵によるユダヤ人虐殺が吹き荒れた。ヴィリニュスでも1941年7月に5,000人が11キロ離れた銃殺場ポナリ（pl:Ponary）へ連行されて殺害されたのを機にユダヤ人の大量虐殺が行われた。

### ゲットー創設
生き残ったヴィリニュスのユダヤ人は、ヴィリニュス・ゲットーに入れられて隔離されることとなった。1941年9月6日にヴィリニュス・ゲットーが完成。ヴィリニュス・ゲットーは第1ゲットーと第2ゲットーから成り、第1ゲットーには労働証明書のない者とその家族が収容され、第2ゲットーには労働証明書がある者とその家族が収容された。ゲットー設立当初の人口はそれぞれ3万人と10万人だったとみられている。第1ゲットーの住民はゲットー開設後まもなくポナリに連行されて全員がそこで銃殺され、1941年10月末までには第1ゲットーは廃止されている。以降ヴィリニュス・ゲットーは一つだけとなった。ドイツ当局はヴィリニュス・ゲットーの人口を1万2000人にまで抑えるつもりであった。そのため1941年11月から12月にかけてもヴィリニュス・ゲットーで激しいユダヤ人狩り（連行してポナリで銃殺）が行われた。1941年末までにゲットーの人口は2万人になっていた。戦前からヴィリニュスに住んでいたユダヤ人の3分の2はこの時点で殺されていた。しかしその後しばらくはヴィリニュス・ゲットーで激しいユダヤ人狩りは行われず、1942年初頭から1943年夏まではゲットーの人口に大きな変化はなかった。
ヴィリニュス・ゲットーのユダヤ人評議会は福祉、衛生、教育、文化、雇用、全ての分野で十分に機能していた。そのため、餓死者や病死者がほとんどなかった。これはゲットーとしては驚くべき成果であった。

### 抵抗組織
1941年12月31日と1942年1月1日にゲットーの地下組織「青年衛兵」指導者アバ・コヴネルは、「ユダヤ人よ、羊のように殺されに行くな！」「ヒトラーはヨーロッパ中のユダヤ人を殺そうとしている。」「ユダヤ人よ！最後の瞬間まで自らを守れ！」といった蜂起の呼びかけを行った。1941年1月にシオニスト青年運動家、共産主義者、ブンドなどが結合してゲットー地下組織「統一パルチザン組織 (FPO) が創設された。共産党古参闘士イツハク・ヴィッテンベルクがFPOの司令官に就任した。1943年夏までにFPOは400人のメンバーを擁した。この地下組織とユダヤ人評議会はもちろん意見を異にしたが、衝突までには至らなかった。評議会議長ヤーコブ・ゲンスは地下組織と接触を保ち、「時期が来れば、私自身が蜂起の指揮を執る」と彼らに約束していたためである。

### 移送
1943年8月から9月初頭、全ドイツ警察長官・親衛隊全国指導者ハインリヒ・ヒムラーの「労働できるユダヤ人は強制労働収容所へ移送し、それ以外の者は全て殺害せよ」との命令に基づき、ドイツ当局は最初のヴィリニュス・ゲットー住民の移送を開始した。この移送作戦で「労働できる者」7000人がエストニアの強制労働収容所へと移送された。ゲットーの地下組織の抵抗組織は移送に抵抗して蜂起したが、ユダヤ人評議会議長ゲンスはドイツ当局の移送に協力した。抵抗組織とドイツ軍で戦闘となった。抵抗組織に落ち着くよう呼びかけていたゲンスだったが、9月14日にゲシュタポはゲンスに出頭を命じてその日のうちに殺害した。9月23日から9月29日にかけて残ったゲットー住民の移送作戦が再開された。ドイツ当局は抵抗運動を鎮圧しつつ、約1万2000人の住民の移送を行った。労働させる者は強制労働収容所へ、殺害する者はソビボル絶滅収容所やポナリヘ移送された。ここにヴィリニュス・ゲットーは解体された。約1000人のユダヤ人がゲットー内に隠れたが、彼らも徐々に発見されて逮捕されていった。
抵抗組織の生き残りは森へ逃れてパルチザン部隊に合流した。1944年7月13日にソ連赤軍がヴィリニュスを再占領したが、すでにゲットーには人はなく、周囲に2500人ほどのユダヤ人が散在的に隠れて生存していただけであった。

## 映画
ヴィリニュス・ゲットーをモチーフにした映画『ヒトラーの旋律』がドイツとリトアニアの合作で製作され、2006年に公開された。日本における劇場公開はなかった。